# Charles Ondo
Charles Nduwuisi Ondo (Madrid, 22 de octubre de 2003), conocido como Charles Ondo, es un futbolista profesional hispano-ecuatoguineano que juega en el Portland Timbers 2. Se desempeña principalmente como extremo izquierdo, pero también puede actuar como lateral izquierdo o defensa central. Es internacional con la selección de Guinea Ecuatorial.

## Carrera
Ondo se formó en la cantera del Millwall, comenzando en la categoría sub-8, y se unió a las divisiones juveniles del Huddersfield Town en 2020. Poco después fue promovido al equipo B del Huddersfield Town y firmó su primer contrato profesional con el club el 25 de febrero de 2022 hasta 2023. Fue convocado por primera vez al equipo senior en octubre de 2022. Hizo su debut profesional en la Championship como suplente en una victoria por 2 a 0 contra el Hull City el 9 de octubre de 2022.
El 15 de febrero de 2023, Ondo firmó por el Waterford de la Primera División de Irlanda en calidad de préstamo.
El 31 de agosto de 2024, Ondo se unió al club de la Liga Nacional Ebbsfleet United. En octubre de 2024, se unió al Hemel Hempstead Town, de la Liga Nacional Sur, a préstamo.
El 14 de enero de 2025, firmó por el Welling United F. C. de la National League South.
El 1 de abril de 2025, firmó por el Portland Timbers 2 de la MLS Next Pro.

## Carrera internacional
El 9 de marzo de 2023, Ondo fue convocado a la selección de fútbol de Guinea Ecuatorial para sus partidos de clasificación para la Copa Africana de Naciones contra Botsuana. Hizo su debut el 6 de septiembre de 2023.

## Vida personal
Ondo nació en Madrid, España, de padre nigeriano y madre ecuatoguineanana, y se mudó a Inglaterra a una edad temprana.

## Clubes
| Club                            | País           | Temporadas    |
| ------------------------------- | -------------- | ------------- |
| Huddersfield Town               | Inglaterra     | 2022          |
| Waterford (préstamo)            | Irlanda        | 2023          |
| Ebbsfleet United                | Inglaterra     | 2024          |
| Hemel Hempstead Town (préstamo) | Inglaterra     | 2024          |
| Welling United                  | Inglaterra     | 2025          |
| Portland Timbers 2              | Estados Unidos | 2025-presente |